# Distritos de Japón

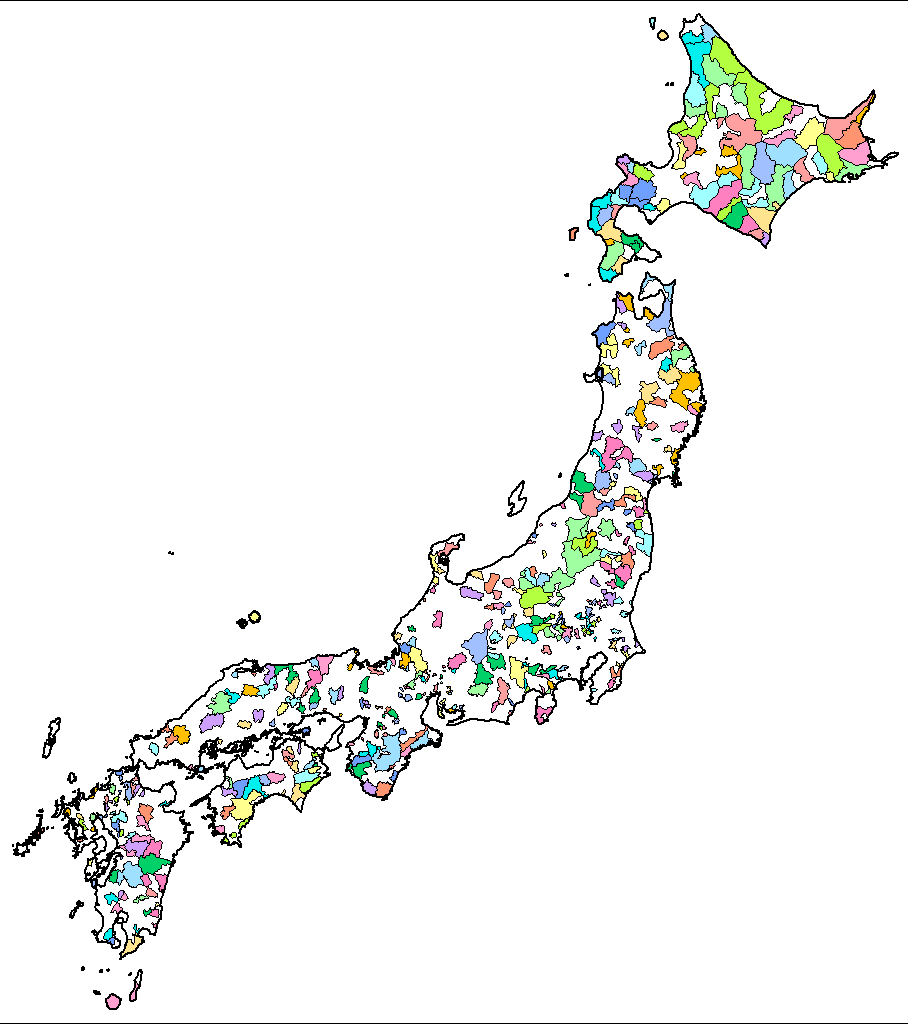
Mapa que muestra los diferentes distritos.

El distrito (郡 gun?) fue una unidad administrativa de Japón, presente entre 1878 y 1921, y era equivalente al condado de los Estados Unidos o la comarca española. Dentro de la estructura organizacional se encontraba en un nivel inferior a la prefectura, pero sobre el pueblo y la villa, y a un nivel semejante al de la ciudad. Actualmente, se considera que el término ciudad es equivalente a shi (市); pueblo, a machi (町); y villa, a mura (村 ).
El distrito fue llamado en un principio kōri (評?). Sin embargo, se mantuvo igual hasta que el Taihō Penal y el Código Civil lo reescribieron como 郡.
Bajo el Taihō Penal y el Código Civil, la unidad administrativa de la provincia (国 kuni?) estuvo sobre el distrito y la villa (里; sato o 郷; sato) estuvo por debajo.
El concepto de gun (郡) se ha mantenido a través de la historia japonesa y hoy en día se usa aún para el sistema de direcciones para identificar la ubicación de la agrupación de pueblos y/o villas (en algunas ocasiones, el distrito -郡 gun solo contiene una sola población o municipio).
- Datos: Q1122846
- Multimedia: Districts in Japan / Q1122846